# 산울림 7집
《산울림 7집》은 1981년 8월 1일, 대성음반에서 발매한 대한민국의 록 밴드 산울림의 일곱 번째 정규 음반이다. 이 음반은 멤버들의 군 복무로 인한 약 2년 간의 공백기를 마치고 발표된 컴백 작품으로, 산울림의 중기 활동을 대표하는 명반으로 평가받는다.

## 배경
타이틀곡 〈가지 마오〉는 도발적인 베이스 드럼 킥으로 시작하여 기타와 베이스가 어우러지는 강렬한 록 넘버이며, 〈청춘〉은 덧없이 흘러가는 젊은 시절의 허무함과 아름다움을 그려낸 곡으로 사랑받았다.
〈청춘〉은 비교적 느린 템포와 간결한 구성, 반복적인 코드 진행 위에 김창완 특유의 담담한 창법이 덧입혀지며, "그리움"과 "회한"이라는 정서를 깊이 있게 전달한다. 이후 수많은 아티스트들이 리메이크할 정도로 산울림 대표 발라드로 자리매김했다.
이 음반은 실험성과 대중성이 균형을 이루며, 1980년대 초 한국 록 음악의 새로운 가능성을 보여준 작품으로 평가된다.

## 평가
| 전문가 평가       | 전문가 평가                   |
| 평가 점수         | 평가 점수                     |
| 출처              | 점수                          |
| ----------------- | ----------------------------- |
| 사운드 앨범       | 9/10                          |
| 허프포스트 코리아 | "청춘의 감성을 압축한 대표작" |

《산울림 7집》은 산울림의 초기 실험적 사운드에서 보다 정제된 록 사운드로의 전환점을 보여준 음반으로, 대한민국 음악 평론가들 사이에서 높은 평가를 받고 있다. 단순히 복귀작이라는 의미를 넘어서, 김창완의 작곡 능력과 밴드의 연주력이 최고조에 달한 시기의 작품으로 여겨진다.
특히 〈청춘〉, 〈가지 마오〉와 같은 트랙은 당시 대한민국의 사회 분위기와 개인적 감성을 절묘하게 교차시키며, 록 음악이 청년 문화의 내면을 표현할 수 있다는 가능성을 보여준 대표 사례로 언급된다.
이 음반은 2023년 재발매되어 새로운 세대의 리스너들에게도 다시 주목받았으며, 산울림의 음악이 세대를 초월해 여전히 유효하다는 점을 입증했다.

## 곡 목록
- 독백과 하얀 달은 김창훈이, 남은 곡들은 김창완이 작사-작곡하였다.

| #  | 제목                 | 재생 시간 |
| -- | -------------------- | --------- |
| 1. | 〈가지 마오〉        | 3:54      |
| 2. | 〈먼 나라 이야기〉   | 3:14      |
| 3. | 〈독백〉             | 3:31      |
| 4. | 〈하얀 밤〉          | 3:51      |
| 5. | 〈그대 창가로 와요〉 | 4:05      |

| #  | 제목                 | 재생 시간 |
| -- | -------------------- | --------- |
| 1. | 〈청춘〉             | 3:31      |
| 2. | 〈꿈꾸는 인형〉      | 4:15      |
| 3. | 〈하얀 달〉          | 3:23      |
| 4. | 〈노모〉             | 4:05      |
| 5. | 〈끊이지 않는 소리〉 | 4:20      |